# Кръстникът (филм)
 Тази статия е за американския филм.  За книгата вижте Кръстникът.  
„Кръстникът“ (на английски: The Godfather) е американски пълнометражен игрален филм на режисьора Франсис Форд Копола от 1972 година, екранизация по едноименния бестселър на Марио Пузо, който е съавтор на сценария заедно с Копола. В главните роли са Марлон Брандо и Ал Пачино като ръководители на престъпна нюйоркска фамилия от италиански произход. Сюжетът обхваща периода от 1945 до 1955 година и е фокусиран върху превръщането на Майкъл Корлеоне от аутсайдер на семейството в безмилостен мафиотски бос на фамилията Корлеоне и наследник на патриарха Вито Корлеоне.
Много критици определят „Кръстникът“ като един от най-великите филми на световното кино и като един от най-влиятелните, особено в жанра на гангстерските филми. След своето излизане филмът има най-големите приходи в историята на киното, позиция, която запазва до 1976 година, когато е изместен от „Челюсти“.
„Кръстникът“ получава три награди „Оскар“ – за най-добър филм, за най-добър актьор (Марлон Брандо) и за най-добър адаптиран сценарий (Марио Пузо и Франсис Форд Копола). Номиниран е и в седем други категории, сред които за най-добър актьор в поддържаща роля (Ал Пачино, Джеймс Каан и Робърт Дювал) и за най-добър режисьор (Франсис Форд Копола). Успехът на филма довежда до създаването на две продължения – „Кръстникът 2“ (1974) и „Кръстникът 3“ (1990).

## Сюжет
Внимание:  Текстът по-долу разкрива сюжета на произведението (или части от него)!
Лятото на 1945 г.: сватбения ден на Констанца Корлеоне. Вито Корлеоне приема в кабинета си няколко гости, които искат услуга от престъпния бос на Ню Йорк. Майкъл Корлеоне, облечен във военна униформа, представя Кей Адамс на своето семейство и няколко присъстващи на сватбата. Неочакваната поява на Джони Фонтейн предизвиква истерия в празненството. Известният певец идва да поиска услуга от своя Кръстник. Дон Корлеоне поверява задачата на Том Хейгън, който чрез шантаж, склонява холивудския продуцент Джак Уолтц да включи Фонтейн в следващия си филм.
Малко преди Коледа, Върджил „Турчина“ Солоцо, подкрепян от семейство Таталия, се обръща към Вито Корлеоне за помощ. Солоцо организира голяма наркопратка и му трябват влиятелните политически контакти, които дон Корлеоне може да му осигури. Нюйоркският бос изпитва недоверие към мафиота и праща Лука Браци да го шпионира. Солоцо убива шпионина, след което праща сицилианско послание на Корлеоне: две риби, обвити в жилетката на покойника, което значи че Браци „спи при рибите“. Последва опит за покушение на Вито от хората на Солоцо. Босът е приет в болница и Сантино временно взема мястото му. Солоцо се опитва да склони новия бос да приеме сделката, като отвлича Хейгън. Майкъл, дотогава седящ настрани от семейния бизнес, предотвратява повторно покушение на баща си в болницата. След инцидента младият мъж е ударен от подкупния капитан Макклъски. Майкъл взима решение да убие Солоцо и полицая. Той излиза на вечеря с двамата в един ресторант в Бронкс. По време на разговора Майкъл убива събеседниците си с пистолет, оставен му от Клеменца в тоалетната.
Петте фамилии се впускат в кървава война. Майкъл е пратен в Сицилия, за да се спаси от отмъщение, а Фредо Корлеоне получа убежище в казиното на Мо Грийн в Лас Вегас. Вито се завръща вкъщи, за да чуе тревожните новини. През това време младото семейство на Констанца има проблеми – Карло малтретира съпругата си. Сони пребива младоженеца на улицата и го заплашва, че ако пак посегне на сестра му ще го убие. Не след дълго Карло отново посяга на съпругата си. На път към дома на младоженците, Сони е надупчен от куршумите на професионални убийци, чакащи в магистрална будка. Майкъл, който е младоженец в Сицилия, научава новината за кончината на брат си. Малко след това автомобилна експлозия, подготвена от атентатор, взима живота на съпругата му Аполония Вители. Дон Корлеоне организира среща на всички глави на фамилиите, надявайки се да постигне примирие. Той, разбирайки, че Таталия действат под заповедите на сега доминиращия дон Емилио Барзини, обещава, че ще съдейства за наркосделките им при условие, че никой не посегне на най-малкия му син.
Майкъл се завръща от Сицилия и се включва в „семейния бизнес“. След година възобновява връзката си с Кей и се жени за нея, като ѝ обещава, че след пет години бизнеса на Корлеоне ще се узакони. Дон Корлеоне, вече болен и слаб, прави Майкъл глава на фамилията. Новият бос решава да премести бизнеса в Невада. Той прави своя баща консилиери, Карло своя дясна ръка, а Хейгън понижава в адвокат на семейството. Майкъл заминава за Лас Вегас, където смята да убеди Мо Грийн да продаде своя дял от казиното и хотела на новия бос. Мо е обиден от предложението, понеже смята Корлеоне за губеща първенството фамилия. Фредо, който е под властта на Грийн, се опитва безуспешно да помири собственика на казиното и брат си.
Вито Корлеоне припада в градината, докато играе със сина на Майкъл Антъни, и умира. Преди смъртта си старецът предупреждава своя наследник, че дон Барзини ще иска да проведе среща с него, в която ще бъде убит. Човекът, уредил тази среща ще е предателят. Салваторе Тесио посредничи между Барзини и Корлеоне на погребението на Вито. Срещата на двамата боса е насрочена в деня, в който Майкъл става кръстник на сина на Констанца. По време на кръщението, по заповед на новия Кръстник, са ликвидирани всички босове на Ню Йорк, заедно с Мо Грийн. Тесио е отведен от хората на Майкъл към сигурна смърт. Карло признава, че е замесен в убийството на Сантино, извършено от Барзини, и е удушен от Клеменца в колата, която трябва да го закара до летището. Констанца обвинява брат си за смъртта на Карло. Майкъл отрича обвиненията на сестра си пред Кей и тя му се доверява. След което жената наблюдава как капореджиме отдават чест на новия Кръстник.

## Персонажи и актьори

### Семейство Корлеоне
- Вито Корлеоне (Марлон Брандо) – глава на фамилия Корлеоне и един от най-влиятелните донове (босове) в организираната престъпност на Ню Йорк. Съпруг на Кармела Корлеоне и баща на Сантино, Фредерико, Майкъл и Констанца. Американец от италиански произход, родом от остров Сицилия. Неговите длъжници и приятели се обръща към Вито с уважителната титла „Кръстник“. Познат е на хората с кроткия си и тих нрав. Силно привързан към семейните традиции и приятелската чест.
- Майкъл „Микеле“ Корлеоне (Ал Пачино) – наследник на фамилията Корлеоне. Най-малкият и любим син на Вито и Кармела Корлеоне. Брат на Сантино, Фредерико и Констанца. Майкъл е единственият Корлеоне, който има висше образование и е ветеран от Втората световна война. Отначало е аутсайдерът на фамилията, който страни от „семейния бизнес“. Притежава овладян характер и аналитична мисъл – качества, които го издигат до новия „Кръстник“. Съпруг на Кей Адамс и баща на Антъни.
- Сантино „Сони“ Корлеоне (Джеймс Каан) – най-възрастният син на Вито, който за кратко заема мястото на баща си и е спряган за негов наследник, след Майкъл. Притежава бурен и избухлив нрав, който го прави негоден за дон на фамилията. Брат на Фредерико, Майкъл и Констанца. Женен за Сандра Корлеоне. Познат с многото си извънбрачни връзки; една от които с Луси Мансини.
- Том Хейгън (Робърт Дювал) – консилиери (съветник) на фамилията Корлеоне и един от най-приближените хора на Вито. Кръстникът го осиновява като дете. Хейгън е единственият, който няма италиански корени; има немско-ирландски произход. По професия е адвокат и често помага в правните въпроси на семейството. Понякога изпълнява поръчки на дон Корлеоне. Хладнокръвен и спокоен. Майкъл Корлеоне го понижава в семеен адвокат.
- Кей Адамс (Даян Кийтън) – втора съпруга на Майкъл и майка на сина му Антъни. Тя няма италиански произход, заради което не е добре приета в семейството отначало. Приятелка на Майкъл още когато учи в университета. Изпитва страх от престъпните деяния на неговото семейство, но и голямо доверие към своя съпруг. Единственото ѝ желание е бизнесът на Корлеоне да се узакони.
- Фредерико „Фредо“ Корлеоне (Джон Казейл) – средният син на Вито и Кармела, брат на Сантино, Майкъл и Констанца. Твърде слаб, за да управлява престъпната фамилия. Участва косвено в бизнеса на семейството, което гледа да го държи настрана от опасностите. По време на войната между престъпните фамилии получава убежище в Лас Вегас от Мо Грийн. Справя се добре с уреждането на забави.
- Констанца „Кони“ Корлеоне (Талия Шайър) – единствената дъщеря на Вито и Кармела Корлеоне. Съпруга, а по-късно вдовица, на Карло Рици. Сестра на Сантино, Фредо и Майкъл. Истерична и често изпадаща в меланхолии. Изключително пазена и тачена от по-големите си братя, особено от Сони. Стои далеч от престъпните сделки на семейството си.
- Карло Рици (Джани Русо) – съпруг на Констанца и приятел на Сантино. Сони го запознава с бъдещата му жена и го въвежда в престъпния бизнес. Италиано-американец, родом от щата Невада. Красив и строен, често посяга на съпругата си. Майкъл го издига в дясна ръка на Корлеоне. Работи тайно за дон Барзини.
- Кармела Корлеоне (Моргана Кинг) – съпруга на дон Вито Корлеоне и майка на Сантино, Фредерико, Майкъл и Констанца. Народна жена, която обича тарантела, танците и забавите.
- Сандра Корлеоне (Джули Грег) – съпруга на Сантино Корлеоне, която обича да се хвали с даденостите на мъжа си, но е отегчена от неговите любовни афери.
- Майкъл Франсис Рици – новородения син на Констанца.

### ФамилияКорлеоне
- Питър Клеменца (Ричард Кастелано) – един от капореджимите на фамилия Корлеоне и най-близък приятел на Вито Корлеоне, заедно със Салваторе Тесио, от началото на престъпната му кариерата. Американец от италиански произход. След смъртта на Вито изявява претенции да се отдели от Майкъл Корлеоне и да стане самостоятелен в Ню Йорк. Притежава спокоен и весел нрав, зад който се крие хладнокръвен убиец.
- Салваторе „Сали“ Тесио (Ейб Вигода) – другият капореджиме на семейство Корлеоне и един от най-близките приятели на Вито още от ранните престъпни години на Кръстника. Притежава каменно лице и спокоен нрав. След смъртта на Вито иска да се отдели от Корлеоне, заедно с Клеменца. По-нататък става предател на Майкъл Корлеоне.
- Джони Фонтейн (Ал Мартино) – известен изпълнител на традиционен поп от италиански произход, с претенции за филмова кариера. Кръщелник на Вито Корлеоне, който подпомага кариерата му.
- Лука Браци (Лени Монтана) – лоялен и жесток наемен убиец на Корлеоне. Понякога действа като шпионин. Има огромно уважение към Вито Корлеоне. Простоват, с каменно лице.
- Ал Нери (Ричард Брайт) – бодигард и наемен убиец на Майкъл Корлеоне, който впоследствие става капореджиме на новия дон. Притежава каменно лице и непоколебим нрав.
- Дон Томасино (Корадо Гайпа) – стар приятел на Вито от Сицилия. Взима Майкъл под крилото си, когато се укрива на италианския остров. Верен и загрижен към Корлеоне.
- Роко Лампоне (Том Роскуй) – войник, под командването на Клеменца, който впоследствие става капореджиме на Корлеоне.
- Поли Гато (Джони Мартино) – войник, под командването на Клеменца. Заподозрян в предателство от Сантино Корлеоне.
- Уили Чичи (Джо Спинел) – войник и наемен убиец на Корлеоне.
- Кало (Франко Чити) – бодигард на Майкъл, когато пребивава в Сицилия.
- Фабрицио (Анджело Инфанти) – бодигард на Майкъл, когато пребивава в Сицилия.

### Врагове наКорлеоне
- Върджил „Турчина“ Солоцо (Ал Летиери) – нарко-мафиот, който е под опеката на семейство Таталия. Американец от италиански произход. Добър в сделките и бизнес отношенията. Подмолен и жесток, служещ си с подкупи. Свързва се с Вито, за да получи политически връзки, нужни на Таталия, за да внася безпрепятствено наркотици в Ню Йорк.
- Капитан Макклъски (Стърлинг Хейдън) – корумпиран нюйорски полицейски капитан, който работи за Солоцо. Влиза в пререкание с Майкъл Корлеоне. Надменен и раздразнителен. Прибягва към физическа саморазправа.
- Емилио Барзини (Ричард Конте) – дон на фамилията Барзини. След залеза на Корлеоне става доминиращ бос в престъпния свят на Ню Йорк. Действа подмолно и хитро.
- Мо Грийн (Алекс Роко) – надменен и груб мафиот, който построява Лас Вегас. Най-влиятелната престъпна личност в Невада. Дава убежище и голямо познание на Фредо Корлеоне.
- Филип Таталия (Виктор Рендина) – дон на фамилия Таталия – противници на Корлеоне. Има положително мнение към наркотиците.
- Бруно Таталия (Тони Джорджио) – син на Филип Таталия, който Сантино иска да убие за отмъщение.
- Дон Залучи (Луис Гюс) – дон на детройтската фамилия Залучи.

### Други персонажи
- Аполония Вители (Симонета Стефанели) – първата съпруга на Майкъл, чийто брак трае кратко, докато той е на изгнание на остров Сицилия. Умира в автомобилен бомбен атентат.
- Америко Бонасера (Салваторе Корсито) – погребален агент със собствено погребално бюро. Познат на Вито, който не прибягва често към Кръстника. Той отваря началната сцена от филма.
- Джак Уолц (Джон Марли) – влиятелен холивудски продуцент, който изпитва омраза към Джони Фонтейн, защото е откраднал неговото протеже и любовницата, обучена за филмова звезда от него.
- Луси Мансини (Джани Линеро) – любовница на Сони и шаферка на Констанца.

## Продукция

### Разработка
Филмът е екранизация по романа „Кръстникът“ на американския писател от италиански произход Марио Пузо. Творбата е добре приета от критиката и остава 67 седмици в списъка на „Ню Йорк Таймс“ за „най-добре продаваните книги“. За две години произведението на Пузо е продадено в над 8 млн. копия. За известен период от време романа държи първото място на най-продаваната литературна творба в историята. Оригинално правата за филмирането на „Кръстникът“ са държани от филмовата компания „Парамаунт Пикчърс“. През 1967 г. Пузо си урежда среща с тогавашния вицепрезидент на Парамаунт Питър Барт. Въпреки възраженията на своя агент, задлъжнелият писател продава недовършения си ръкопис от 60 страници за $12 500 с опция: ако творбата стигне до филмиране – $80 000. Барт определя донесеното му произведение като „повече от обикновена мафиотска история“. През март 1967 г. Парамаунт излизат с изявлението, че планират да филмира бъдещия роман. Две години по-рано компанията не изменя на плановете си и потвърждава намеренията си да направи пълнометражен филм по книгата за $80 000, който да излезе на екрана някъде по коледните празници на 1971 г. На 23 март 1970 г. Албърт Руди е официално обявен за продуцент на бъдещия проект. Изпълнителните продуценти харесват Руди, заради изказванията му по интервюта и за това, че успява да завърши филмите си под дадения му бюджет.

### Режисура
Евънс желае режисьорът на филма да бъде от италиано-американски произход, за да може продуктът да е „етнически до сърцевината си“. Последният филм на Парамаунд, базиран на темата за мафията, „Братството“ е тотален бокс офис провал. Евънс вярва, че това се дължи на тоталната липса в актьорския състав, както и в снимачния екип, на хора от италиански произход (режисьорът Мартин Рит и актьорът в главната роля Кърк Дъглас са евреи). Първият избор на Парамаунд е италианския режисьор Серджо Леоне. Леоне отхвърля предложението, за да работи по своя собствена гангстерска сага, наречена „Имало едно време в Америка“. Питър Богданович е следващия, на който е предложено. Той отказва поради незаинтересоваността си към темата за мафията. В прослушванията попадат още: Питър Йейтс, Ричард Брукс, Артър Пен, Костас Гаврас и Ото Преминджър. На всички тях е предложено, но от тях следват откази без изключение. Главният асистент на Евънс предлага името на Франсис Форд Копола, чийто пътешественици са италианци. Последният филм на Копола „Дъждовни хора“ получава ниски оценки от критиката и режисьорът е готов да работи за малка сума. Първоначално той отказва предложението, понеже намира творбата на Пузо за пошла, търсеща сензацията. Дори я нарича „евтин боклук“. По това време студиото на Копола „Американ Зоотроп“ дължи над $400 000 на Уорнър Брос, заради превишаването на бюджета на филма „THX 1138“. Поради слабата си финансова стабилност, както и от съвети на приятели и семейството, Копола променя решението си и приема работата. Официално Фарнсис Форт Копола е оповестен като режисьор на филма на 28 септември 1970 г. Парамаунд отправя оферта към 20 различни режисьори преди съгласието на Копола. Той се съгласява да получи $125 000 и шест процента от брутните наеми.

#### Копола и Парамаунт
Преди Кръстникът да влезе в продукция, Парамаунд преминава през неуспешен период. Поради провала на „Братството“ студиото орязва бюджетите на своите следващи продукции: „Мила Лили“, „Боядисай твоята каручка“ и „Ватерло“. Бюджета за Кръстникът първоначално е $2.5 милиона. С нарастване на популярността на книгата Копола води спорово с Парамаунд за увеличаване на сумата. Продуцентите искат сюжета на лентата да се развива в сегашни времена, в град Канзас и снимките да се правят на открито пространство зад студиото, с цел да се спести от парите. Копола възразява твърдо против това решение и иска филма да бъде поставен в оригиналния отрязък от време – 40-те и 50-те, както е в романа. Режисьорът изтъква главните причини за това: службата на Майкъл Корлеоне в Морската пехота, появата на корпоративна Америка и САЩ след Втората световна война. Изпълнителните продуценти накрая се съгласяват с желанията на Копола, като виждат нарастващия успех на книгата. Впоследствие шефовете на студиото остават режисьора да прави снимки в Ню Йорк и Сицилия.
Изпълнителният продуцент на „Гълф енд Уестърн“ Чарлз Блудорн изпитвал притеснения относно Копола, след като режисьорът направил няколко проби за снимки, без да намери нито един актьор за ролите. Снимките бързо пропаднали, поради нерешителността на Копола и конфликта му с Парамаунд, на който пробното заснемането струвало $40 000 на ден. С повишаването на цените, тогавашният вице президент на Парамаунд Джак Боуърд започва да следи отблизо бюджета на продукцията. Копола споменава, че докато е правел снимки, е бил готов всеки момент да бъде уволнен. Режисьорът е знаел, че продуцентите на Парамаунд не били съгласни с много от неговите решения. Знаел също, че Евънс помоли Елия Казан да поеме режисурата, защото имал опасения, че Копола няма да се справи с нарастващата продукция. Освен това Копола бил убеден, че монтажистът на филма Арам Авакиан и асистент режисьорът Стив Кестнер се опитвали да махнат режисьора от снимките. Авакиан се оплаквал на Евънс, че не можел да монтира сцените правилно, понеже Копола не правил достатъчно снимки. Евънс обаче бил доволен от изпратения му заснет материал и позволил на режисьора да уволни двамата. По-късно Копола обяснява: „Бях като Кръстникът. Уволнявах хора като превантивна мярка. Тези, които най-целенасочено се опитваха да ме разкарат ги уволняваха.“ Брандо заплашвал да напусне ако Копола бъде уволнен.
Парамаунд искал „Кръстникът“ да събере огромна публика, затова карали Копола да прави филма по-вълнуващ. Режисьорът прибавя допълнителни сцени на насилие, за да задоволи прищевките на студиото. Сцената, в която Кони троши съдове в кухнята, след като разбира, че Карло ѝ изневерява, е прибавена поради тези причини.

### Сценарий
На 14 април 1970 г. е оповестено, че Пузо е нает от Парамаунт за сумата от $100,000, заедно с процент от печалбите на филма, да работи върху сценария на продукцията. Работейки върху книгата, Копола иска теми като италианската културата и характера, силата на власт и семейството да бъдат на преден план във филма. Пузо иска да запази аспектите от романа си. Първоначалният вариант на „Кръстникът“ от 150 страници е готов на 10 август 1970 г. След като Копола е нает като режисьор, двамата с Пузо започват да работят върху редактирането на скрипта. Те работят по отделно – Пузо работи върху своя ръкопис от Лос Анджелес, а Копола върху своята версия в Сан Франциско. Режисьорът създава своя собствена книга, където скъсва и залепва страници от романа в нея. След това прави бележки върху всяка от 50-те сцени на книгата, всяка разкриваща някоя главна тема. Копола се опитва да включи във филма всички сцени, заедно с идеите и концепциите им, които може да използва в процеса на филмиране и за по-достоверно пресъздаване на италинския бит и култура. Двамата сценаристи поддържат контакт докато създава техните скриптове и обсъждат какво да включат и махнат за крайната версия. Вторият ръкопис на сценария на „Кръстникът“ е завършен на 1 март 1971 г. и се състои от 163 страници – над 40 страници от дължината, която изисква Парамаунт. По време на снимките Копола се позовава на своята тетрадка. Сценаристът Робърт Тауни участва отчасти в съзаването на скрипта, особено в сцената Пачино-Брандо в градината, но името му не е вписано в сценарния екип. Въпреки че третата крайна версия на сценария е официално завършена, някои сцени от филма не са били написани и се довършват по време на снимките.
„Лигата за граждански права на италиано-американците“, водена от гангстера Джоузеф Коломбо, предивява искане да не се използват думите „мафия“ и „Коза Ностра“ и да бъдат заличени от сценария. Организацията не желае филма да създава стереотипи за американците от италиански произход. Също така иска част от парите, спечелени на премиерата, да бъдат дарени на лигата, която може да използва за строеж на нова болница. Копола отговаря, че в сценария на Пузо думата „мафия“ се среща само два пъти, а „Коза Ностра“ нито един. Тези две използвания са подменени с други термини, което Копола смята, че не разваля целостта на историята. След това организацията на Коломбо дава своята подкрепа за скрипта.

### Актьорски състав
Пузу е първият, който проявява интерес към Марлон Брандо за портретирането на дон Вито Корлеоне. Писателят изпраща писмо на Брандо, в което казва, че той е „единственият актьор, който може да изиграе Кръстникът“. В противовес на желанията на Пузо, изпълнителните продуценти на Парамаунт са срещу избора на Брандо, от части заради лошото представяне на последните му филми и особения характер на актьора. Копола има предпочитания към Брандо и Лорънс Оливие за ролята. Агентът на Оливие отказва предложението, като твърди, че актьорът е болен. Оливие участва във филма „Следа“ същата година. Студиото настоява главно за Ърнест Боргнайн да получи частта. Другите предположения са Джордж Скот, Ричард Конти, Антъни Куин и Орсън Уелс.
След месеци спорове между Копола и Парамаунт за Брандо, остават само двама крайни кандидата за ролята на Вито Корлеоне – Боргайн и Брандо. Последният от двамата му е препоръчано от президента на Парамаунт Стенли Джафе да изпълни пред камера част от диалога на Вито. Копола не желал да насилва Брандо и казал на актьора, че проверява оборудването докато правел прослушване в дома на Брандо в Калифорния. За прослушването Брандо слага топчета от памук в двете си бузи, лъсва голото теме на главата си с четка за обувки и вдига яката на ризата си. Копола поставя изпровизираната игра на актьора по средата на видеото, когато продуцентите на Парамаунт го гледат. Продуцентите са впечатлени от прослушването на Брандо и позволяват на Копола да включи актьора в официалния каст, ако Брандо се сагласи на по-нисък хонорар и подпише договор, че няма да бави продукцията. Брандо получава 1,6 милиона долара нетно от сделката за участие във филма.
От началото на продукцията Копола иска Робърт Дювал за ролята на Том Хейгън. След прослушването на няколко други актьори, Копола постига своите искания и Дювал печели място сред актьорския състав. Ал Мартино, тогава известен певец по нощните клубове, е уведомен от свой приятел, прочел романа на Пузо и усетил, че Мартино се препрокрива с персонажа на Джони Фонтейн. Мартино се свързва с Албърт Ес. Руди, който му поверява ролята. След назначаването на Копола за режисьор обаче частта е дадена на певеца Вик Демон. По думите на Мартино, след като чул за изменението, той отива при известния мафиот и негов кръстник Ръсел Бъфалино, който по това време държи няколко вестника. В тях са публикувани статии за това как Копола е пренебрегнал решението на своя шеф Руди. Впоследствие Демон отказва ролята, под предлог, че хонорара му се е струвал малко, но всъщност не е искал да провокира гангстерския бос. Накрая персонажа на Джони Фонтейн е поверен на Мартино.
Първоначално Робърт Де Ниро е трябвало да изиграе Поли Гато. След като Ал Пачино оставя ролята си във филма „Бандата, която не можеше да стреля“, за да присъедени към каста на Кръстникът, Пачино взима неговата част. Персонажът на Гато е даден на актьора Джони Мартино. Копола извиква на прослушване актрисата Даян Кийтън, привлечен от нейното ексцентрично държание. Режисьорът вижда Джон Казейл на сцената на „Оф Бродуей“ и му поверява ролята на Фредо Корлеоне. Джани Росо получава ролята на Карло Рици, след като му е направено прослушване с камера, в което играе кавгата между Рици и съпругата му Кони.
Малко преди началото на снимките на филма на 29 март персонажът на Майкъл Корлеоне все още е без актьор. Изпълнителните продуценти на Парамаунт искат известен актьор и настояват за Уорън Бейти или Робърт Редфорд. Продуцентът Робърт Евънс иска Райън О'Нийл да получи ролята, поради скорошния успех на филма с негово участие „Любовна история“. Пачино е любимия избор на Копола, който твърди че за лентата е нужен беззизвестно лице, което прилича на американо-италианец. От Парамаунт намират Пачино за прекалено дребен. Дъстин Хофман, Мартин Шийн и Джеймс Каан са поканени на прослушване. На Бърт Рейнолдс също е предложена ролята, но Марло Брандо заплашва от напускане, ако Рейнолдс се включи в проекта. Джак Никълсън е сред поканените, но отказва, понеже мисли, че персонажа на Майкъл трябва да бъде пресъздаден от италиано-американец. Първо ролята е дадена на Каан, докато Сони Корлеоне е планирано да бъде изигран от Кармин Кариди. Копола все още настоява за Пачино. Скоро Евънс се съгасява и позволява на Ал Пачино да вземе частта, но при условие, че Каан изиграе Сони. Евънс предпочита Каан пред Кариди, защото е по-нисък със седем инчи и седи по-добре до Пачино. По това време Пачино е сключил договор за участие във филма на „Ем Джи Ем“ „Бандата, която не можеше да стреля“. Двете студиа се разбират помежду си и Пачино подписва с Парамаунт три седмици преди началото на снимките.
Копола дама няколко роли във филма на членове от собственото си сеейство. Неговата сестре Талия Шайър изиграва Кони Корлеоне. София, дъщерята на Копола, е новороденото дете на Кони и Карло Корлеоне – Майкъл Франсис Рици. Бащата на Копола Кармин Копола се появява във филма като пианист. Съпругата на Копола, както и неговата майка и двамата му сина също взимат участие като епизодични персонажи.
Няколко малки роли, като тази на Лука Брази, са избрани след стартирането на филма.

## Бокс офис
„Кръстникът“ е най-печелившият филм за 1972 г. Лентата е спечелила $245 066 411 – $134 966 411 за територията на Америка и $110 100 000 от другите държави. В първия си уикенд от премиерата, „Кръстникът“ е показан в 6 киносалона, от които събира сумата от $302 393. Втория уикенд лентата е пусната в 323 кина и достига $5 264 402 приходи.

## Награди и номинации
| Категория                                           | Номиниран(и)                                  | Резултат                |
| Оскар (27 март 1973 г.)                             | Оскар (27 март 1973 г.)                       | Оскар (27 март 1973 г.) |
| --------------------------------------------------- | --------------------------------------------- | ----------------------- |
| Най-добър филм                                      | Албърт С. Руди                                | награда                 |
| Най-добър режисьор                                  | Франсис Форд Копола                           | номинация               |
| Най-добра мъжка роля                                | Марлон Брандо                                 | награда                 |
| Най-добра поддържаща мъжка роля                     | Джеймс Каан Робърт Дювал Ал Пачино            | номинация               |
| Най-добър оригинален сценарий                       | Франсис Форд Копола Марио Пузо                | награда                 |
| Най-добър звук                                      | Чарлс Гранзбах Ричард Портман Кристофър Нюман | номинация               |
| Най-добри костюми                                   | Ан Хил Джонстън                               | номинация               |
| Най-добър звуков монтаж                             | Уилям Х. Рейхолдс Питър Цинър                 | номинация               |
| Най-добра филмова музика                            | Нино Рота                                     | номинация               |
| Награда на БАФТА (1973 г.)                          |                                               |                         |
| Най-добър актьор в главна роля                      | Марлон Брандо                                 | номинация               |
| Най-добър актьор в поддържаща роля                  | Робърт Дювал                                  | номинация               |
| Многообещаващ дебют в главна роля                   | Ал Пачино                                     | номинация               |
| Най-добра филмова музика                            | Нино Рота                                     | награда                 |
| Най-добри костюми                                   | Ан Хил Джонстън                               | номинация               |
| Гилдия на американските режисьори (1973 г.)         |                                               |                         |
| Изключителна режисура на пълнометражен филм         | Франсис Форд Копола                           | награда                 |
| Златен глобус (28 януари 1973 г.)                   |                                               |                         |
| Най-добър филм – драма                              | Най-добър филм – драма                        | награда                 |
| Най-добър режисьор                                  | Франсис Форд Копола                           | награда                 |
| Най-добър актьор в драматичен филм                  | Марлон Брандо                                 | награда                 |
| Най-добър актьор в драматичен филм                  | Ал Пачино                                     | номинация               |
| Най-добър актьор в поддържаща роля                  | Джеймс Кан                                    | номинация               |
| Най-добър сценарий                                  | Марио Пузо Франсис Форд Копола                | награда                 |
| Най-добра филмова музика                            | Нино Рота                                     | награда                 |
| Давид ди Донатело (1973 г.)                         |                                               |                         |
| Най-добър чуждестранен филм                         | Албърт С. Руди                                | награда                 |
| Специална награда                                   | Ал Пачино                                     | награда                 |
| Грами (3 март 1973 г.)                              |                                               |                         |
| Най-добра музика за филм или телевизионно предаване | Нино Рота                                     | награда                 |
| Гилдия на американските писатели (16 март 1973 г.)  |                                               |                         |
| Най-добра драма адаптирана по книга                 | Марио Пузо Франсис Форд Копола                | награда                 |